# Intellectueel eigendom

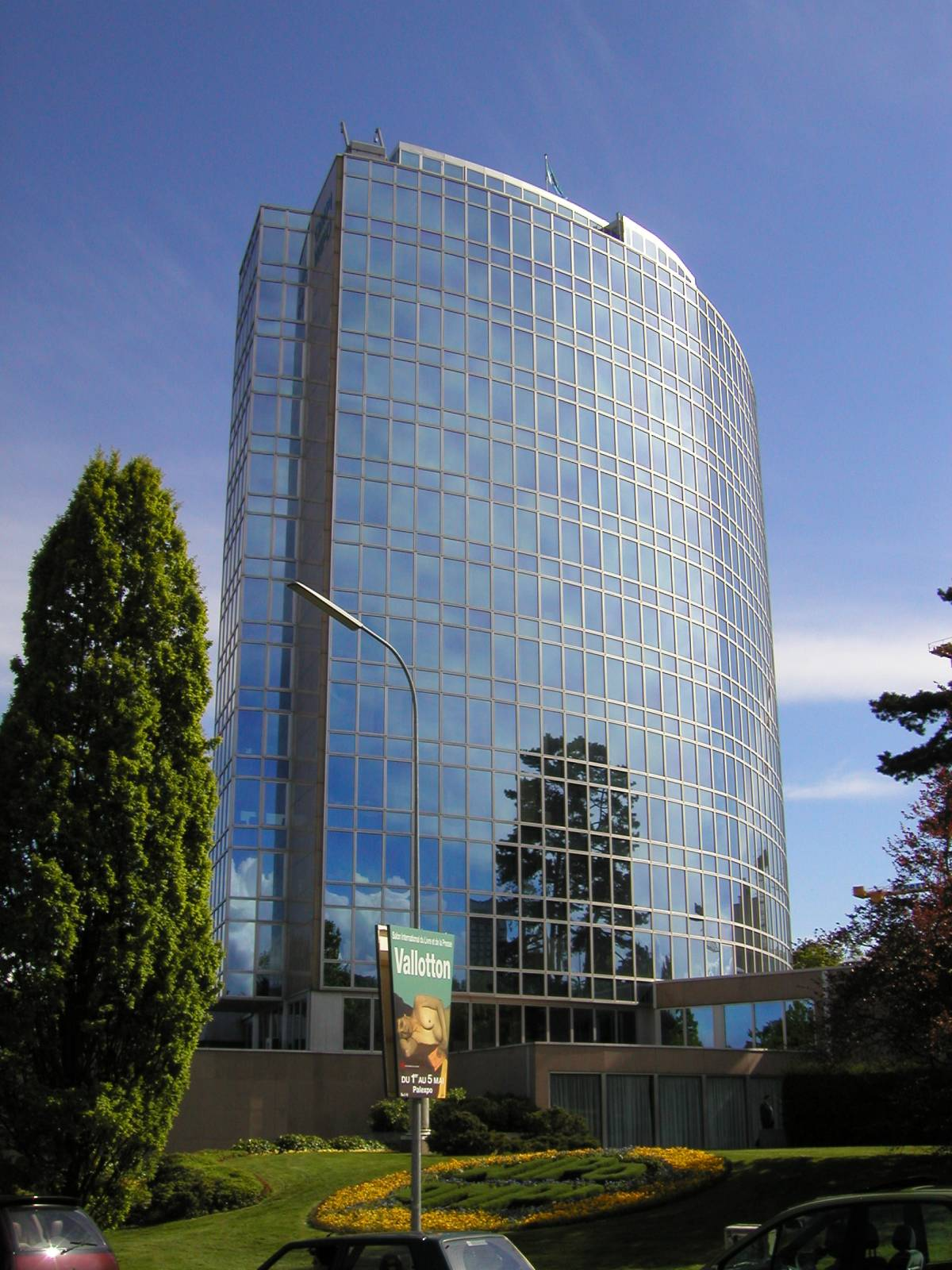
Het hoofdkantoor van de Wereldorganisatie voor de Intellectuele Eigendom in Genève

Intellectueel eigendom, intellectuele rechten of intellectuele-eigendomsrechten is een reeks rechten die zijn vastgelegd in nationale en internationale wetten. Intellectuele-eigendomsrechten zijn de exclusieve rechten op niet fysieke voorwerpen maar ideeën, concepten en andere voortbrengsels van de menselijke geest. Het gaat bijvoorbeeld om de bescherming van nieuwe kunst, uitvindingen, merknamen en plantenrassen.

## Indeling en classificatie
In het intellectuele-eigendomsrecht worden twee soorten categorieën onderscheiden: de industriële rechten enerzijds en het auteursrecht en aanverwante rechten anderzijds. Voor lange tijd werden het auteursrecht en aanverwante rechten intellectueel eigendom genoemd en werd de industriële eigendom als aparte categorie gezien. Sinds de oprichting van de Wereldorganisatie voor de Intellectuele Eigendom in 1976 is de term intellectueel eigendom de overkoepelende term geworden voor beide categorieën.

### Industriële eigendomsrechten
Onder de industriële rechten vallen de volgende rechtsgebieden
- Het Merkenrecht, betreft de bescherming van namen en andere onderscheidende tekens van producten of diensten in de handel.
- Het Octrooirecht (ook wel bekend als het patentrecht), betreft de bescherming van uitvindingen (producten of werkwijzen).
- Het Tekeningen- en Modellenrecht, betreft de bescherming van driedimensionale vormgeving van gebruiksvoorwerpen (modellen) en tweedimensionale ontwerpen (tekeningen).
- Het Kwekersrecht, betreft de bescherming van nieuw gekweekte plantenrassen.
- Het Topografieënrecht, betreft de bescherming van ontwerpen van computerchips.

### Auteursrecht en aanverwante rechten
- Het Auteursrecht, betreft de bescherming van kunst en andere creatieve werken.
- Naburige rechten, betreft de rechten die een uitvoerend kunstenaar of producent heeft op zijn uitvoering naast het auteursrecht.
- Het Databankenrecht, betreft de bescherming van databanken met informatie.

## Term
De term intellectueel eigendom (Engels: intellectual property, Duits: geistiges Eigentum, Frans: propriété intellectuelle) kwam al halverwege de negentiende eeuw voor in Amerikaanse en Franse publicaties. Het vroegst bekende gebruik van de term intellectual property in de VS betreft een uitspraak van de Massachusetts Circuit Court in oktober 1845, tijdens de patentenrechtszaak Davoll et al. versus Brown. Daarin schreef rechter Charles L. Woodbury: only in this way can we protect intellectual property, the labors of the mind, productions and interests as much a man's own … as the wheat he cultivates, or the flocks he rears. In 1846 noemde de Franse auteur A. Nion het begrip propriété intellectuelle in zijn boek: Droits civils des auteurs, artistes et inventeurs.
Volgens critici als Machlup werd de term intellectueel eigendom gebruikt omdat belanghebbenden graag wilden inhaken op het succes van de Franse Revolutie, die eigendom tot een heilig en onaantastbaar recht verklaarde, en die af wilde van de gedachte van privileges, die tot dan toe aan auteurs en uitvinders werden verleend. Maar al in de negentiende eeuw werd duidelijk dat intellectueel eigendom geen vorm van eigendom is. Eigendom geldt voor onbepaalde tijd, intellectueel eigendom meestal slechts voor bepaalde tijd (bijvoorbeeld maximaal 20 jaar voor uitvindingen – de uitzondering is het merkenrecht, dat letterlijk eindeloos verlengd kan worden). Intellectueel eigendom is bovendien gecreëerd met het oog op doelmatigheid, bij materieel eigendom is dat geen overweging. Daarnaast bestaat bij een te rigide toepassing van het begrip intellectueel eigendom in de rechtspraak het risico van een inbreuk op de principiële vrijheid van ideeën, en op de vrijheid van concurrentie. Om dergelijke redenen heeft de beroemde Duitse rechtsgeleerde Josef Kohler al de term immateriële goederen voorgesteld, die soms nog wel gebruikt wordt.
Richard Stallman staat dan ook niet alleen als hij zegt dat intellectuele-eigendomsrechten simpelweg niet bestaan. Vanuit dergelijke overwegingen zijn wel de alternatieve termen intellectueel monopolie of immaterieel monopolie voorgesteld, met betrekking tot de juridische status van niet-stoffelijke zaken.
In de terminologie van het Nederlandse privaatrecht kan eigendom alleen rusten op zaken, dat zijn goederen van stoffelijke aard die te beheersen zijn. De term intellectueel eigendom is in dat verband dan ook niet correct. De wetgever spreekt daarom liever van voortbrengsels van de geest. Maar ook die aanduiding is niet altijd op haar plaats. Immers bij merken gaat het veeleer om de exclusiviteit dan om de geestelijke prestatie. Het is bijvoorbeeld niet creatief om het merk 4711 te bedenken. Moet een bepaald merk onverhoopt toch als creatieve prestatie worden aangemerkt, dan kan de geestelijke prestatie die ervoor is geleverd alsnog onder het auteursrecht beschermd zijn.
Het gebruik van de term monopolie in juridisch verband is overigens onjuist, want dat is een economisch en geen juridisch begrip. Het gaat hier om exclusieve rechten en die kunnen tot een monopolie leiden, mits er geen oudere al dan niet gelijkwaardige substituten voorhanden zijn op een bepaalde markt.
Taalkundig gezien is 'intellectueel eigendom' eigenlijk een mannelijk begrip (de intellectuele eigendom), aangezien 'eigendom' een mannelijk woord is als het om een recht gaat, in tegenstelling tot het onzijdige woord (het eigendom) als het gaat om een zaak of voorwerp wat men kan bezitten.

## Belang
De term intellectueel eigendom is als juridisch concept van toenemend belang in de westerse cultuur. Immers intellectuele-eigendomsrecht betreft vooral informatieproducten, die in het digitale tijdperk sterk in aantal zijn toegenomen. Verder zijn individuele rechthebbenden in juridisch opzicht steeds assertiever geworden, mede vanwege de groeiende geldstromen die met intellectuele-eigendomsrecht gepaard gaan.

### Oorspronkelijk idee
Een van de ideeën achter de meeste vormen van intellectuele-eigendomsrechten is dat een dergelijk alleenrecht een stimulans kan zijn om werken, uitvindingen en dergelijke te creëren en te delen met anderen. Voorstanders en belanghebbenden van intellectuele-eigendomsrechten vinden dat personen en organisaties beschermd moeten worden tegen misbruik van de vruchten van hun intellectuele arbeid. Bij een effectieve bescherming van intellectuele-eigendomsrechten weten de rechthebbenden hun investeringen veiliggesteld, en volgens de voorstanders zou dat, via de daaruit voortkomende stimulans voor andere creatieve geesten, de maatschappelijke vooruitgang bevorderen.
Er zijn echter partijen die aan de realiteit van dit mechanisme twijfelen. Intellectueel eigendom betreft in essentie informatie, en informatie is – in economische termen – niet rivaliserend, dat wil zeggen dat de eigenaar deze kan afstaan én zelf blijven gebruiken, wat bij stoffelijke producten uiteraard niet het geval is. Schaadt het de welvaart niet als iemand iets voor zich houdt dat hij zonder direct nadeel voor hemzelf zou kunnen delen? Een andere overweging is dat het onderhandelen over, en verlenen van licentierechten op intellectueel eigendom tot hoge transactiekosten leidt. Als die kosten hoger zijn dan de opbrengsten voor de betrokkenen is er eigenlijk sprake van een publiek goed in economische zin.
Intellectueel eigendom is wezenlijk anders van aard dan fysiek/tastbaar eigendom. Daarom wordt juridisch ook gesproken van inbreuk op rechten van intellectueel eigendom, en niet van diefstal. De Nederlandse wet definieert diefstal als het "wegnemen" van een goed. Toch wordt ook het klakkeloos kopiëren van de resultaten van andermans intellectuele inspanningen door de meeste mensen als een principieel onrechtmatige daad ervaren, helemaal wanneer de oorspronkelijke bedenker de deze toekomende credits worden onthouden. Voorts ondervindt de oorspronkelijke bedenker in de meeste gevallen wel degelijk schade als deze de markt wederrechtelijk ingenomen ziet worden door iemand die deze ideeën klakkeloos kopieert. Tot de negentiende eeuw kon eerdergenoemde inbreuk echter niet als onrechtmatige daad worden aangemerkt, aangezien een daad voor de wet in principe pas onrechtmatig is als deze tot aantoonbare schade leidt. Echter, sinds de instelling van het auteursrecht hoeft een rechthebbende, in het geval van vermeende inbreuk op zijn recht van intellectueel eigendom, niet aan te tonen dat hij in geld uit te drukken schade leidt. Het auteursrecht omvat naar continentaal-Europese opvattingen behalve een exploitatierecht ook een moreel recht. Bij inbreuk op een moreel recht is sprake van niet aantoonbare, immateriële schade.

### Recente ontwikkelingen
Een recente ontwikkeling vormen musici, die hun muziek (bijvoorbeeld onder een Creative Commons-licentie) gratis toegankelijk maken op het internet, en vervolgens hun geld verdienen via toegangskaarten voor concerten, en de verkoop van merchandise.
Ontwikkelingen op het gebied van DRM (digital rights management) roepen weerstand op, temeer daar vele DRM-systemen beperkingen opleggen (bijvoorbeeld op het maken van reservekopieën) die volgens de wet principiële rechten zijn van de eindgebruikers.

## Intellectueel eigendom in de wet
Het intellectuele-eigendomsrecht (IE) is de losse verzameling van wetten en internationale verdragen die het eigendomsrecht regelen voor producten van intellectuele arbeid.
Bij de verlening van een intellectuele-eigendomsrecht aan de bedenker of maker van bijvoorbeeld een product, uitvinding, merknaam, muziekstuk of literair werk, krijgt de auteur door de overheid bepaalde rechten toegekend: alleen degene die over het intellectuele-eigendomsrecht beschikt mag het product produceren, het muziekstuk vastleggen of het boek publiceren en vermenigvuldigen.
Er wordt wel gezegd dat een intellectueel eigendomsrecht een maker een (tijdelijk) monopolie geeft op het gebruik van die werken. Of dat ook tot een economisch monopolie leidt is een economische vraag. Bij aanwezigheid van zogenaamde substituten (een economisch begrip) leidt een intellectueel eigendomsrecht niet tot een economisch monopolie.

### Registratie
Voor recht op een octrooi, merk, kweekresultaat, topografieën van halfgeleiderproducten en een tekening of model is een registratie nodig. Het recht op een handelsnaam, naburige rechten, databank en het auteursrecht ontstaan van rechtswege. Een aparte registratie is niet nodig maar kan – in verband met de bewijsvoering – wel handig zijn. De laatstgenoemde rechten kunnen vrij informeel (dat wil zeggen: eenvoudig) geregistreerd worden. In de Benelux kunnen deze rechten bijvoorbeeld bij de Benelux-Bureau voor de Intellectuele Eigendom geregistreerd worden.

### Geschiedenis van het intellectuele-eigendomsrecht
De tegenwoordig onder de noemer intellectueel eigendom verzamelde takken van het recht zijn ontwikkeld tijdens de afgelopen 450 jaar, toen het besef opkwam dat mensen steeds vaker geld verdienden met intellectuele arbeid in plaats van met het verhandelen of maken van stoffelijke zaken. Het kwam in die tijd helaas vaak voor dat uitvindingen verloren gingen met de dood van de uitvinder of ontdekker, omdat deze nooit aan iemand verteld had hoe de uitvinding werkte uit angst dat iemand anders met zijn idee aan de haal zou gaan.
Na de uitvinding van de drukpers zochten machthebbers naar een manier mogelijke negatieve publicaties onder controle te krijgen. Dit werd gevonden door een groep van uitgevers het exclusieve recht te geven bepaalde boeken te mogen drukken. Vanaf ruwweg de Franse Revolutie werden dergelijke rechten in principe aan de auteurs (in plaats van de uitgevers) verleend. Ook ontstonden er na de middeleeuwen in veel landen octrooisystemen om technische innovaties te stimuleren. De opkomst van het octrooi viel samen met de industriële revolutie, hoewel de eerste octrooien avant la lettre al in de 15e eeuw verleend werden. Maar in die tijd was een octrooi vaak een privilege (verleend door een vorst) en geen recht waar iedereen aanspraak op kon maken die aan objectieve voorwaarden voldeed.
In 1883 kwam de Unie voor de bescherming van de industriële eigendom (Conventie van Parijs 1883) tot stand, waarin een aantal essentiële zaken met betrekking tot intellectuele-eigendomsrechten geregeld werd.
Vanwege de negatieve gevolgen van het octrooisysteem, is dit in Nederland in 1869 weer afgeschaft. Daar heeft de opkomende industrie in ons tot dan toe voornamelijk agrarische land sterk van geprofiteerd, zoals Philips (die de uitvindingen van Edison vrijelijk kon gebruiken), en voorlopers van Unilever (margarine) en AKZO. Pas in 1910 kreeg Nederland weer een octrooiwet, onder internationale druk. Ook de Zwitsers hadden rond die tijd een octrooiloze periode. Toen is de basis gelegd voor de geneesmiddelenindustrie in Bazel, die nu tot de wereldtop behoort, maar destijds profiteerde van Franse uitvindingen. Het is goed te bedenken dat dit alleszins rechtmatig was en niet als piraterij mag worden gekwalificeerd, want octrooirecht is geen mensenrecht, maar een instrument van economische politiek dat soevereine staten naar eigen goeddunken mogen inrichten – al zijn er steeds meer internationale verdragen waardoor landen zich tot bepaalde wetgeving verplichten.

### Overlap
Intellectueel eigendom beslaat zoals gezegd veel verschillende rechtsgebieden en is derhalve onderhevig aan allerlei soorten wetgeving. Daardoor is samenloop geenszins uitgesloten. Zo is een merk meestal ook een werk in de zin van de auteurswet, hetzelfde geldt voor handelsmodellen. Software wordt – in bepaalde gevallen – zowel door auteursrecht als octrooirecht beschermd. Dit is minder vreemd dan het lijkt, want elk rechtsgebied waarin intellectueel eigendom een rol speelt, definieert niet alleen de objecten waarop deze betrekking kan hebben, maar ook de inhoud van de betreffende exclusieve rechten. Zo gaat het auteursrecht in essentie over openbaar maken en verveelvoudigen, terwijl het merkenrecht gaat over het gebruik van een teken ter identificatie van handelswaar. Auteursrecht gaat over de vorm: iemand mag een verhaal altijd in zijn eigen woorden navertellen en het auteursrecht belet een programmeur ook niet om zijn eigen versie te schrijven van een programma van een ander, met dezelfde functionaliteit. Dat kan – onder omstandigheden – wel bewerkstelligd worden met een octrooi.

### Internationale context
Wetgeving over intellectueel eigendom wordt op veel verschillende niveaus geregeld: internationale verdragen, nationale wetgeving en (in het geval van de Europese Unie) Europese Richtlijnen en Verordeningen. Allemaal spelen ze een rol in het vaststellen van de regelingen aangaande intellectueel eigendom. Overigens brengen landen die zich aansluiten bij een internationaal verdrag rond intellectueel eigendom hun nationale wetgeving zo veel mogelijk in lijn met het verdrag, om zo tegenstrijdigheden te voorkomen. Voor Europese regels is dat verplicht. Dit gebeurt wel altijd met enige vertraging. Zo heeft Europa al in 1996 een Richtlijn rond het databankenrecht uitgevaardigd, die in 1999 in Nederland werd ingevoerd.